# دونکروورت
دونکروورت (انگلیسی: Donkervoort) شرکت خودروسازی هلندی است، که در سال ۱۹۷۸ توسط جوپ دونکروورت تأسیس شد.